# Falkstraße (Innsbruck)
Die Falkstraße ist eine Straße im Innsbrucker Stadtteil Saggen.

## Verlauf
Die Falkstraße beginnt beim Messegelände (⊙) und führt mit einer Länge von rund 880 Metern in nördlicher Richtung bis zur Kreuzung Rennweg/Erzherzog-Eugen-Straße bei der ehemaligen Hungerburgbahn-Talstation (⊙). Im gesamten Verlauf ist sie als Allee gestaltet und mit rund 100 Winterlinden bepflanzt.

## Geschichte

Ein Zug der Lokalbahn Richtung Hall biegt von der Siebererstraße in die Falkstraße ein (um 1895)

Der 1886 erstellte erste Bebauungsplan für den Saggen sah ein Straßennetz in Form einer Bischofsmütze vor, das von der Saggengasse (Kaiserjägerstraße) im Westen und der Claudiastraße im Osten begrenzt wurde. Die Falkstraße war als zentrale Achse und Prachtstraße geplant. Die in der Planungsphase als mittlere Saggenstraße bezeichnete Straße wurde 1894 nach Heinrich Falk (1840–1917) benannt, der von 1880 bis 1893 Bürgermeister von Innsbruck war und in dessen Amtszeit mit der Bebauung des Saggen begonnen wurde.
1891 wurde die Lokalbahn Innsbruck–Hall in Tirol eröffnet, die vom Rennweg über die Chotekallee (Karl-Kapferer-Straße) kommend durch die Falkstraße zur Mühlauer Brücke fuhr. An der Ecke Falkstraße/Siebererstraße befand sich die Haltestelle Saggen. 1898 wurde eine zusätzliche Haltestelle Falkstraße eingerichtet und die Haltestelle Saggen in Siebererstraße umbenannt. 1910 wurden die Geleise der Lokalbahn in die westlich parallel führende Kaiserjägerstraße verlegt, während die neu errichtete Straßenbahn bis heute durch die östlich parallel verlaufende Claudiastraße fährt. Heute wird nur noch der nördlichste Abschnitt der Falkstraße von der Erzherzog-Eugen-Straße bis zur Conradstraße stadteinwärts von der Straßenbahn (Linie 1) befahren.

## Bauten

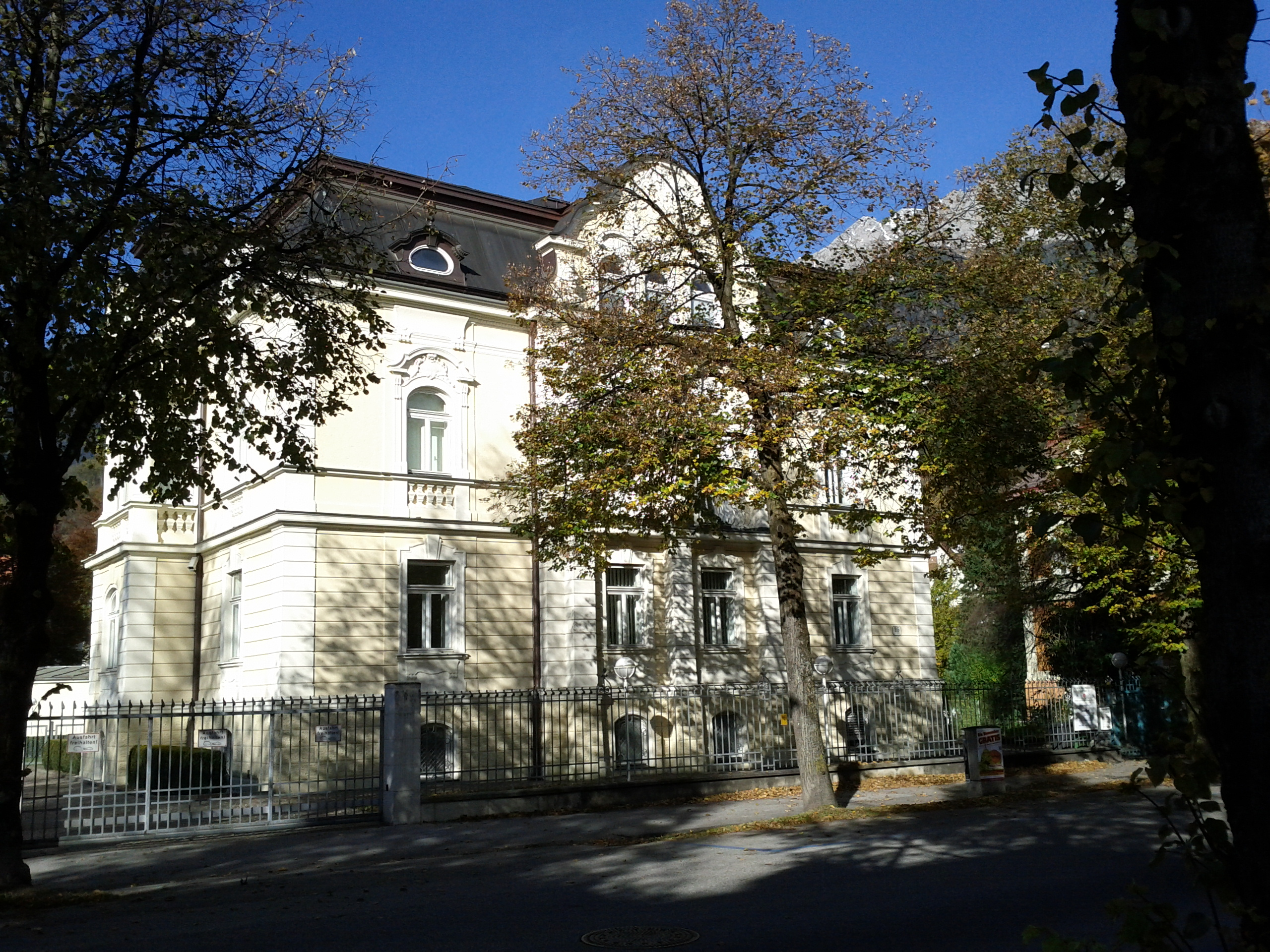
Kochvilla, Falkstraße 25 (erbaut 1904)

Die Falkstraße ist mit zahlreichen Villen gesäumt, die großteils zwischen 1890 und 1912 errichtet wurden und von denen 14 unter Denkmalschutz stehen.
Die Villa Falkstraße 18, von Richard Schwarz, Mitinhaber des Kaufhauses Bauer & Schwarz, und seiner Familie bewohnt, wurde im Novemberpogrom 1938 von NS-Schergen gestürmt.
An der Ostseite des nördlichsten Abschnitts befindet sich der Baukomplex der Schulen an der Kettenbrücke der Barmherzigen Schwestern (Private Volksschule, Mittelschule, Katholische Bildungsanstalt für Elementarpädagogik).